# City Syd
 Ikke at forveksle med City Syd i Trondheim.
City Syd er et stort handelsområde i den sydligste del af Aalborgbydelen Skalborg. Der er i dag over 100 butikker i området, som startede sin udbygning i begyndelsen af 1970erne. I området findes der bl.a. Bilka, Bauhaus, Elgiganten, Harald Nyborg, Fætter BR og IKEA.
Den største koncentration af butikker findes i Aalborg Storcenter med 65 butikker. Et butikscenter 'Shoppen' der er indviet i 2009 har 20 butikker.

## Liste over butikscentre i City Syd
Listen er ufuldstændig, årstal for indvielse er angivet i parentes.
- Aalborg Storcenter (1996)
- Shoppen (2009)

## Liste over varehuse i City Syd
Listen er ufuldstændig, årstal for indvielse er angivet i parentes.
- Bauhaus
- Bilka (1972)
- Biltema
- Elgiganten
- Harald Nyborg
- Fætter BR
- IKEA (2010)
- Skousen
- Jem & fix

- IDEmøbler
- Plantorama
- JYSK

57°0′4″N 9°52′16″Ø / 57.00111°N 9.87111°Ø
|  | Denne artikel om lokaliteten City Syd kan blive bedre, hvis der indsættes et (bedre) billede. Du kan hjælpe ved at afsøge Wikimedia Commons for et passende billede eller lægge et op på Wikimedia Commons med en af de tilladte licenser og indsætte det i artiklen. |